# George Wallace (téléfilm)
Pour les articles homonymes, voir George Wallace (homonymie).
Pour plus de détails, voir Fiche technique et Distribution.
George Wallace est un téléfilm américain réalisé par John Frankenheimer et diffusé en deux parties en 1997. Il s'agit d'un film biographique retraçant le parcours de George Wallace.
Il a été acclamé par la critique et a reçu de nombreuses distinctions, dont le Golden Globe de la meilleure minisérie ou du meilleur téléfilm.

## Synopsis

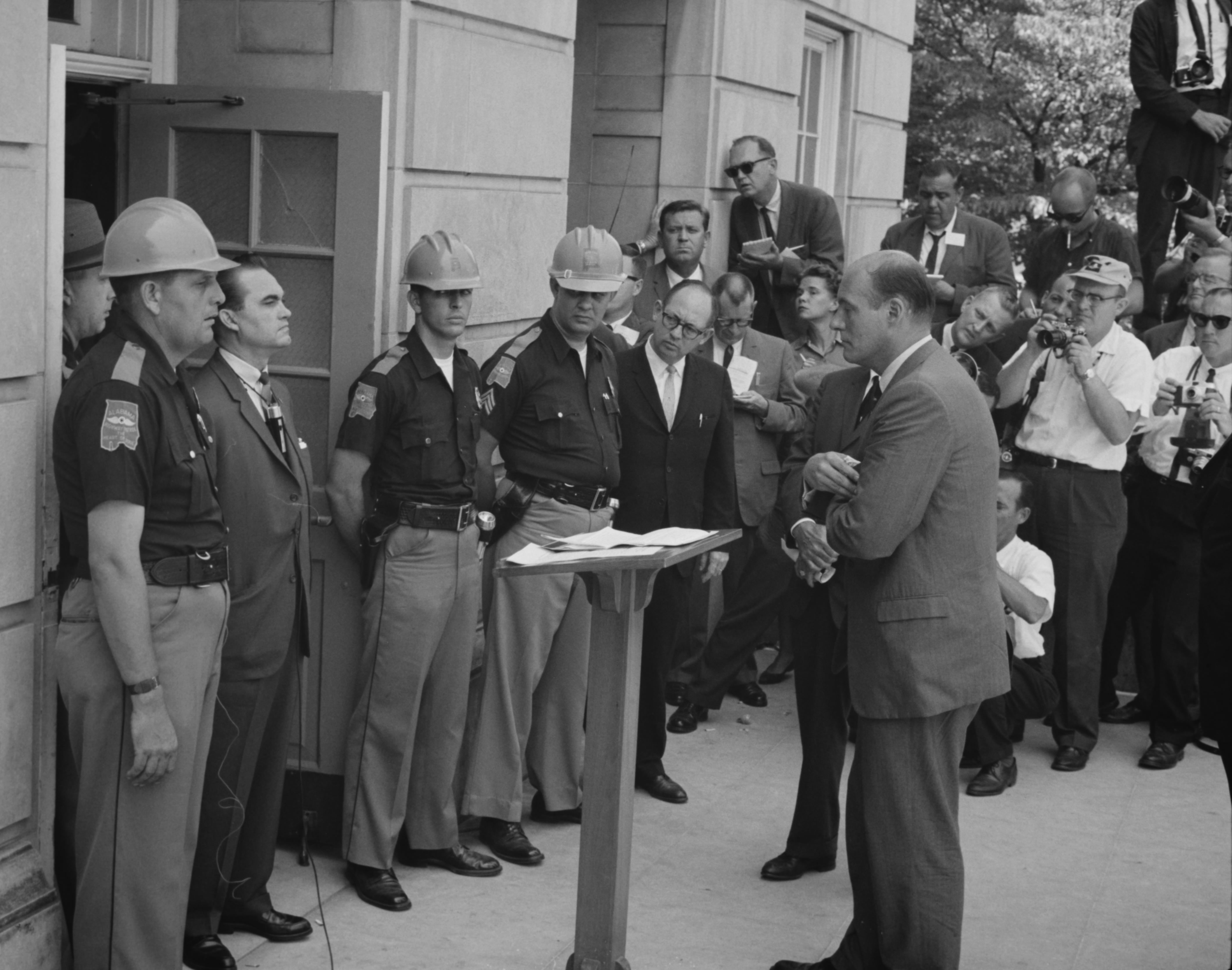
George Wallace (devant la porte) défiant la déségrégation de l'université d'Alabama, en juin 1963.

Dans les années 1950, George Wallace est juge dans la cour de circuit du comté de Barbour dans l'Alabama. Il se présente ensuite au poste de gouverneur de l'Alabama. Il sera finalement élu qu'en 1962, avec un programme ultra-ségrégationniste et anti-fédéral.
Le 11 juin 1963, il campe devant l'université d'Alabama pour défendre la ségrégation de l'institution et ainsi empêcher l'entrée des deux premiers étudiants noirs, Vivian Malone Jones et James Hood (en).

## Fiche technique
- Titre original : George Wallace
- Réalisateur : John Frankenheimer
- Scénariste : Marshall Frady et Paul Monash, adapté d'après l’œuvre éponyme de Marshall Frady
- Producteurs : John Frankenheimer, Julian Krainin
- Musique : Gary Chang
- Directeur de la photographie : Alan Caso
- Montage : Antony Gibbs
- Distribution des rôles : Iris Grossman
- Création des décors : Michael Z. Hanan
- Direction artistique : Charles M. Lagola
- Décorateur de plateau : Douglas A. Mowat
- Création des costumes : May Routh
- Coordinateur des cascades : Charles Croughwell, Bud Davis et Dennis Scott
- Société de production et de distribution : Turner Network Television
- Format : 1,33:1
- Pays d'origine : États-Unis
- Genre : drame biographique
- Durée : 178 minutes
- Date de diffusion :	
  -  États-Unis : 24 août 1997 (1re diffusion sur la chaine Turner Network Television)

## Distribution
- Gary Sinise : George Wallace
- Angelina Jolie : Cornelia Wallace
- Mare Winningham : Lurleen Wallace
- Clarence Williams III : Archie
- Joe Don Baker : « Big » Jim Folsom
- Terry Kinney : Billy Watson
- William Sanderson : T. Y. Odum
- Mark Rolston : Ricky Brickle
- Tracy Fraim : Gerald Wallace
- Skipp Sudduth : Al Lingo
- Ron Perkins : Nicholas Katzenbach
- Mark Valley : Robert F. Kennedy
- Scott Brantley : Arthur Bremer

## Production
Le tournage a lieu en Californie, notamment à Los Angeles et Sacramento, l'Alabama n'ayant pas autorisé l'accès a ses locaux officiels.

## Distinctions principales
Source et distinctions complètes : Internet Movie Database

### Récompenses
- Golden Globes 1998 : meilleure mini-série ou du meilleur téléfilm et meilleure actrice dans un second rôle dans une série, une mini-série ou un téléfilm pour Angelina Jolie
- Primetime Emmy Awards 1998 : meilleure réalisation pour une mini-série ou un téléfilm pour John Frankenheimer, meilleur acteur dans une mini-série ou un téléfilm pour Gary Sinise et meilleur acteur dans un second rôle dans une mini-série ou un téléfilm pour Mare Winningham
- Satellite Awards 1998 : meilleur acteur dans une mini-série ou un téléfilm pour Gary Sinise

### Nominations
- Golden Globes 1998 : meilleur acteur dans une mini-série ou un téléfilm pour Gary Sinise
- Primetime Emmy Awards 1998 : meilleure distribution dans une mini-série ou un téléfilm, meilleure photographie dans une mini-série ou un téléfilm, meilleur maquillage dans une mini-série, programme spécial ou un téléfilm, meilleure actrice dans un second rôle dans une mini-série ou un téléfilm pour Angelina Jolie et meilleure mini-série

## Commentaire
Gary Sinise incarnera à nouveau George Wallace dans un autre téléfilm réalisé par John Frankenheimer, Sur le chemin de la guerre (2002).